# 7,5 × 54 mm MAS

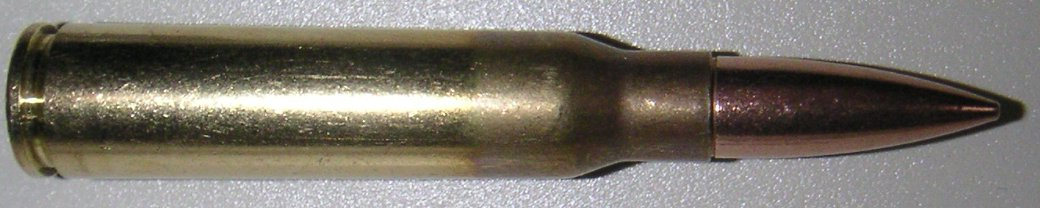
7,5 × 54 mm MAS

7,5 × 54 mm MAS nebo také 7,5 × 54 French je bezokrajový puškový náboj lahvovitého tvaru. Náboj byl přijat do výzbroje francouzské armády v roce 1929 a vydržel ve výzbroji do roku 1990 kdy byl nahrazen 7,62 × 51 mm NATO.

## Historie
Po první světové válce nastal vhodný okamžik na zavedení moderního bezokrajového náboje, který měl definitivně nahradit zastaralý náboj 8 × 50 mm R Lebel, který byl na začátku sice revoluční, ale v době první světové války již přesluhující. V roce 1924 byl přijat do výzbroje náboj 7,5 × 57mm MAS. První a prakticky jedinou zbraní používající tento náboj byl lehký kulomet FM 24/29. V té době měla francouzská armáda ve výzbroji také kořístní německé zbraně používající rozměry a vzhledem podobný náboj 7,92 × 57 mm Mauser. Krátce po zavedení kulometu FM 24/29 byly hlášeny vážné nehody s touto zbraní, které jak bylo později odhaleno zapříčinili vojáci záměnou obou nábojů. Kulomet FM 24/29 byl schopen německý náboj s rozměrnějším projektilem nabít do komory a odpálit, ale střela nemohla projít výrazně užší hlavní, což vedlo až k fatalním nehodám. Problém byl vyřešen zavedením modernizovaného kratšího náboje 7,5 × 54 v roce 1929. Díky zkrácení nábojové komory zbraní používajích tento náboj nebylo již možné 7,92 × 57 mm Mauser nabít do zbraně.

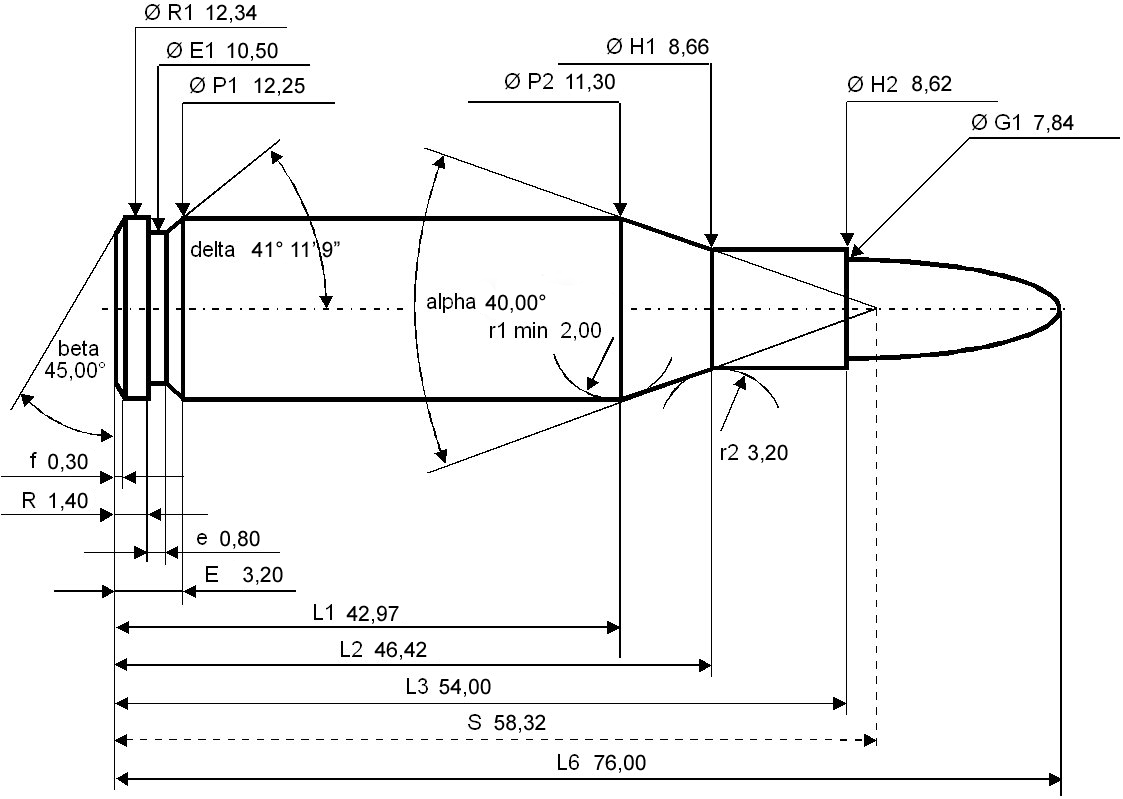
Technická specifikace rozměrů